# Ján Krstiteľ Scitovský
Jan Křtitel Scitovský z Velkého Kýra, křtěn Ján (maďarsky de Nagykér Scitovszky János, 1. listopadu 1785, Košická Belá – 19. října 1866, Ostřihom) byl římskokatolický duchovní, biskup v Rožňavě a Pécsi, od roku 1849 ostřihomský arcibiskup a uherský primas.

## Životopis
Narodil se v rodině Martina Scitovského a jeho manželky Barbory rozené Karácsony. Lidovou školu absolvoval v Jelšavě a gymnázium v Rožňavě. Teologické vzdělání získal v Trnavě, kde v roce 1808 získal doktorát z filosofie. 5. listopadu 1809 ho v Jasově vysvětili za kněze Rožňavské diecéze. Od roku 1809 působil jako profesor filozofie a matematiky na biskupském lyceu v Rožňavě a od roku 1811 do roku 1827 i jako profesor teologie. V roce 1813 získal doktorát z teologie. Panovník jmenoval Jana rožňavským kanovníkem a rektorem semináře, 19. listopadu 1835 získal Armalite listinu od Ferdinanda V. vydanou ve Vídni pro něj i jeho bratra Josefa spolu s dalším příbuzenstvem. Panovník mu povolil používání predikátu "de Nagykér" tedy z Velkého Kýra.
17. srpna 1827 byl jmenován biskupem v Rožňavě a 28. ledna 1828 Svatá stolice potvrdila jmenování. Biskupské svěcení přijal z rukou velkovaradínského biskupa a jeho předchůdce v Rožňavě Františka Lajčáka 25. března 1828. 23. listopadu 1838 byl jmenován biskupem v Pécsi.
V roce 1849 byl jmenován ostřihomským arcibiskupem. Tento post nebyl obsazen od roku 1847, kdy zemřel Jozef Kopáč. V roce 1848 sice Ferdinand V. jmenoval Jana Háma za nového ostřihomského arcibiskupa, ale ten se v důsledku politických tlaků postu vzdal ještě před nastoupením do úřadu. Ján Scitovský převzal úřad ostřihomského arcibiskupa a uherského primase 6. ledna 1850. Do roku 1853 spravoval i pécsskou diecézi jako apoštolský administrátor. Vystupoval na obranu biskupů (např. Jozef Rudňanský), kteří měli problémy kvůli svým postojům během revoluce v letech 1848–1849. Vícekrát neúspěšně intervenoval u císaře Františka Josefa ve prospěch vůdců uherské revoluce, kteří byli později v Aradu popraveni.
V roce 1850 přestěhoval z Trnavy do Ostřihomi, kde absolvoval kněžský seminář sv. Štěpána. V roce 1853 slavnostně uvedl do Trnavy jezuity, což bylo jejich první působiště v Uhrách po obnovení řehole v roce 1814, a svěřil jim nově zřízené arcibiskupské gymnázium.
V roce 1856 vysvětil novou katedrálu v Ostřihomi, i když ještě nebyla zcela dokončena. Na její dostavbu věnoval přes 880 tisíc zlatých.
Na konzistoři 7. března 1853 ho papež Pius IX. jmenoval kardinálem-knězem s titulárním kostelem Santa Croce in Gerusalemme.

## Galerie

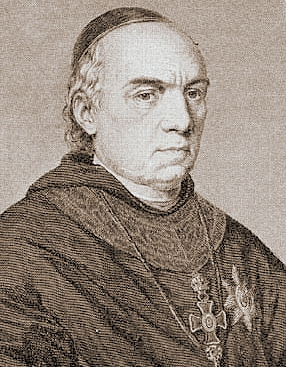
Scitovského portrét. Z díla Borovszkého S., Magyarország vármegyéi és városai - Magyarország monográfiája. Budapest, 1896-1913.
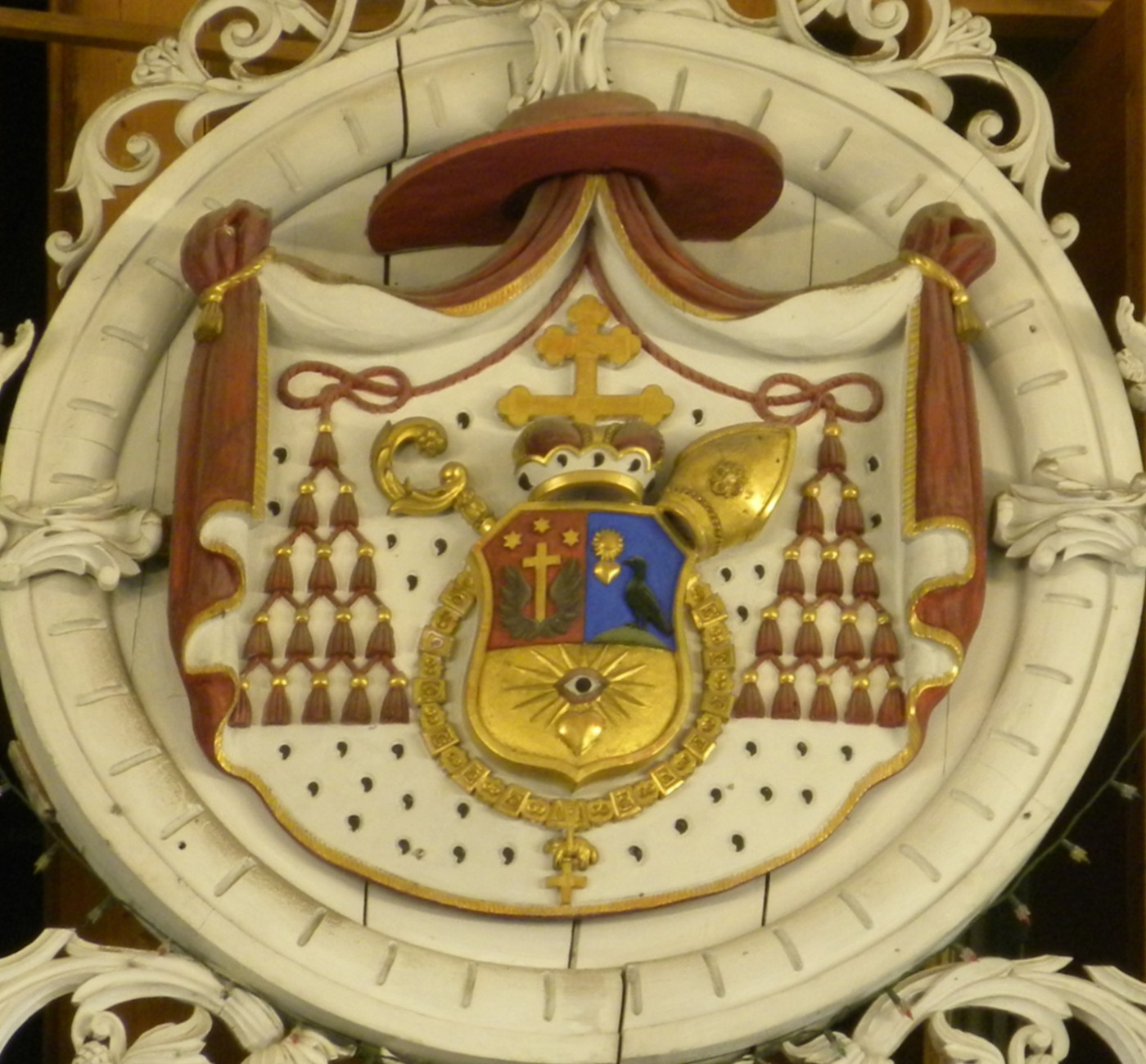
Erb J. K. Scitovského v ostřihomské katedrále
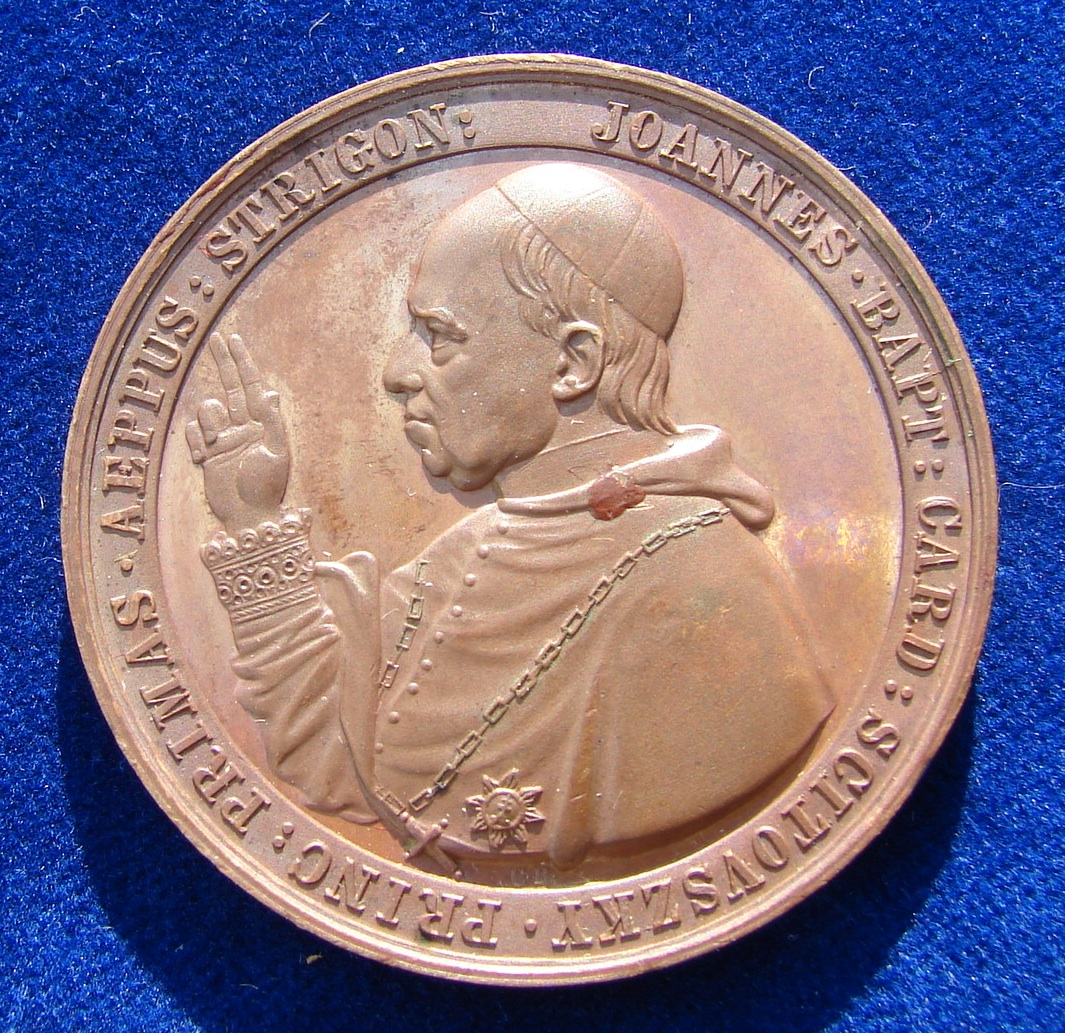
Avers pamětní medaile k 50. výročí kněžství. 1859, Cu - medaile, d = 45 mm, autor: Carl Radnitzky